# Toru Murata
Toru Murata (村田 透, Murata Tōru, né le 20 mai 1985 à Osaka) est un ancien lanceur droitier japonais de baseball de la Ligue majeure de baseball.

## Carrière
Toru Murata est un choix de première ronde des Giants de la Ligue centrale du Japon au repêchage de 2007,, mais il passe trois saisons dans les ni-gun (ligues mineures japonaises) chez les Yomiuri Junior Giants de la Ligue de l'est sans atteindre le plus haut niveau, la NPB. Il prend le chemin des États-Unis où il commence sa carrière nord-américaine en 2009 lorsqu'il joue neuf matchs pour les Scorpions de Scottsdale de la Ligue d'automne d'Arizona. 
Il signe un contrat avec les Indians de Cleveland de la Ligue majeure de baseball en décembre 2010. Il débute en ligues mineures aux États-Unis en 2011 avec un club-école des Indians de Cleveland. Lanceur partant, il détient une moyenne de points mérités de 2,79 en 80 manches et deux tiers lancées depuis le début de la saison des Clippers de Columbus lorsqu'il est rappelé par Cleveland pour faire ses débuts dans le baseball majeur lors d'un programme double contre les Orioles de Baltimore le 28 juin 2015.